# Nuevo Israelita
Nuevo Israelita är en ort i Mexiko.   Den ligger i kommunen Simojovel och delstaten Chiapas, i den sydöstra delen av landet, 700 km öster om huvudstaden Mexico City. Nuevo Israelita ligger 349 meter över havet och antalet invånare är 343.
Terrängen runt Nuevo Israelita är kuperad åt sydväst, men åt nordost är den bergig. Nuevo Israelita ligger nere i en dal. Runt Nuevo Israelita är det ganska tätbefolkat, med 96 invånare per kvadratkilometer. Närmaste större samhälle är Simojovel de Allende, 16,4 km nordväst om Nuevo Israelita. Omgivningarna runt Nuevo Israelita är en mosaik av jordbruksmark och naturlig växtlighet.